# Märta Palmstierna
Märta Augusta Eleonora Margareta Palmstierna, född grevinna Bonde af Björnö, född 18 november 1874 i Västra Vingåkers församling, Södermanlands län, död 14 oktober 1958 i Oscars församling Stockholms stad, var en svensk friherrinna och hovdam.

## Biografi
Märta Palmstierna föddes 1874 på Kesätter i Västra Vingåkers socken. Hon var dotter till godsägaren, greve Carl Trolle-Bonde af Björnö och friherrinnan Eva Fredrika Emerentia Leijonhufvud. Palmstierna blev 1940 statsfru. Hon avled 1958 i Stockholm.

### Familj
Märta Bonde gifte sig 29 december 1898 på Trolleholm med hovstallmästaren friherre Magnus Palmstierna (1867–1938), son till riksdagsmannen friherre Henrik Palmstierna och Anna Celsing. De fick tillsammans barnen en dotter (1900–1900), Anna Palmstierna (1902–1994) som var gift med läkaren Dag Knutson, Carl-Otto Palmstierna (1903–1972), tecknaren Brita Palmstierna-von Post (1905–1984) som var gift med ambassadören Eric von Post och civilingenjören Gustaf Palmstierna (1909–2010).